# Johan Michaël Schmidt Crans

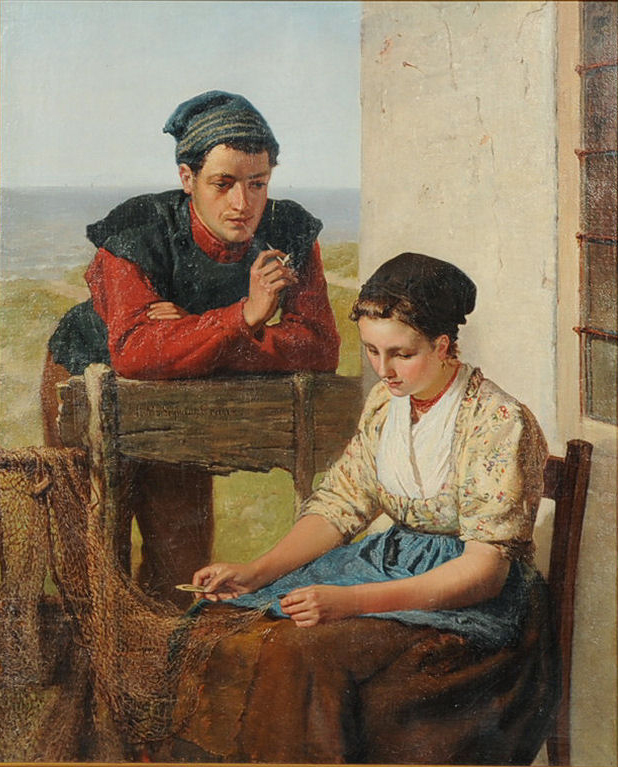
Junger Fischer im Gespräch mit Frau, die ein Fischernetz repariert

Johan Michaël Schmidt Crans (* 30. April 1830 in Rotterdam; † 14. November 1907 in Den Haag) war ein niederländischer Historien- und Genremaler, Radierer und Lithograf.
Schmidt Crans war Student an der Academie voor Schoone Kunsten in Rotterdam von Jan Hendrik van de Laar und in Paris von Ary Scheffer. Er lebte und arbeitete in Rotterdam, vorübergehend 1852 in Paris, ab 1861 in Den Haag.
1873 wurde er Lehrer an der Koninklijke Academie van Beeldende Kunsten in Den Haag.
1871 wurde er für sein Werk „Die Opfer des Krieges“ mit der Stadtmedaille von Amsterdam ausgezeichnet. Er war Mitglied von „Arti et Amicitiae“ in Amsterdam.
Schmidt Crans malte Genreszenen und historische Szenen, beschäftigte sich ebenfalls mit Radierung und Lithografie.
Zu seinen Schülern gehörten Johannes Martinus Bach, Siebe Johannes ten Cate, W.P. van Geldrop, Johannes Karel Leurs und Cornelis Anthonij van Waning.
Er nahm an Ausstellungen in Amsterdam und Den Haag von 1852 bis 1899 und in Leeuwarden von 1853 bis 1869 teil.